# Григоренко, Алексей Семёнович
Алексей Семенович Григоренко (род. 8 августа 1915, село Мизяковские Хутора, теперь Винницкого района Винницкой области — † ?) — украинский советский партийный деятель, 1-й секретарь Черновицкого обкома КПУ. Член ЦК КПУ в 1966 — 1976 г. Депутат Верховного Совета СССР 5-6-го созывов. Депутат Верховного Совета СССР 7-8-го созывов.

## Биография
Родился в семье крестьянина. Учился на рабочем факультете.
В 1939 году окончил Киевский индустриальный институт.
В 1939 — 1952 г. — инженер-конструктор, руководитель конструкторской группы, механик сборочного цеха, начальник технологического бюро, начальник ряда цехов Конотопского паровозовагоноремонтного завода.
В 1945 году вступил в ВКП(б).
В 1952 — 1955 г. — 1-й секретарь Конотопского городского комитета КПУ Сумской области.
В 1955 — 1956 г. — секретарь Сумского областного комитета КПУ.
В 1956 — 1958 г. — инспектор ЦК КПУ.
В 1958 — январе 1963 г. — 2-й секретарь Черновицкого областного комитета КПУ.
В январе 1963 — июне 1972 г. — 1-й секретарь Черновицкого областного комитета КПУ.
С 1972 — 1-й заместитель Председателя Государственного комитета Совета Министров УССР по профессионально-техническому образованию.

## Ссылка
- Справочник по истории Коммунистической партии и Советского Союза 1898—1991